# Boerenkoolsoep
Boerenkoolsoep is een soep gemaakt met onder andere vastkokende aardappels, boerenkool, groente- of kippenbouillon, kruiden en mosterd en wordt wel een wintergerecht genoemd.
Er zijn allerlei variaties zoals in de Drenthse Veenkoloniën heet het 'Slubbermaus') en is gemaakt met gort, mergpijp, varkenspoulet, rijst, boerenkool, prei, ui en rookworst.